# Napoleon (Kuchen)

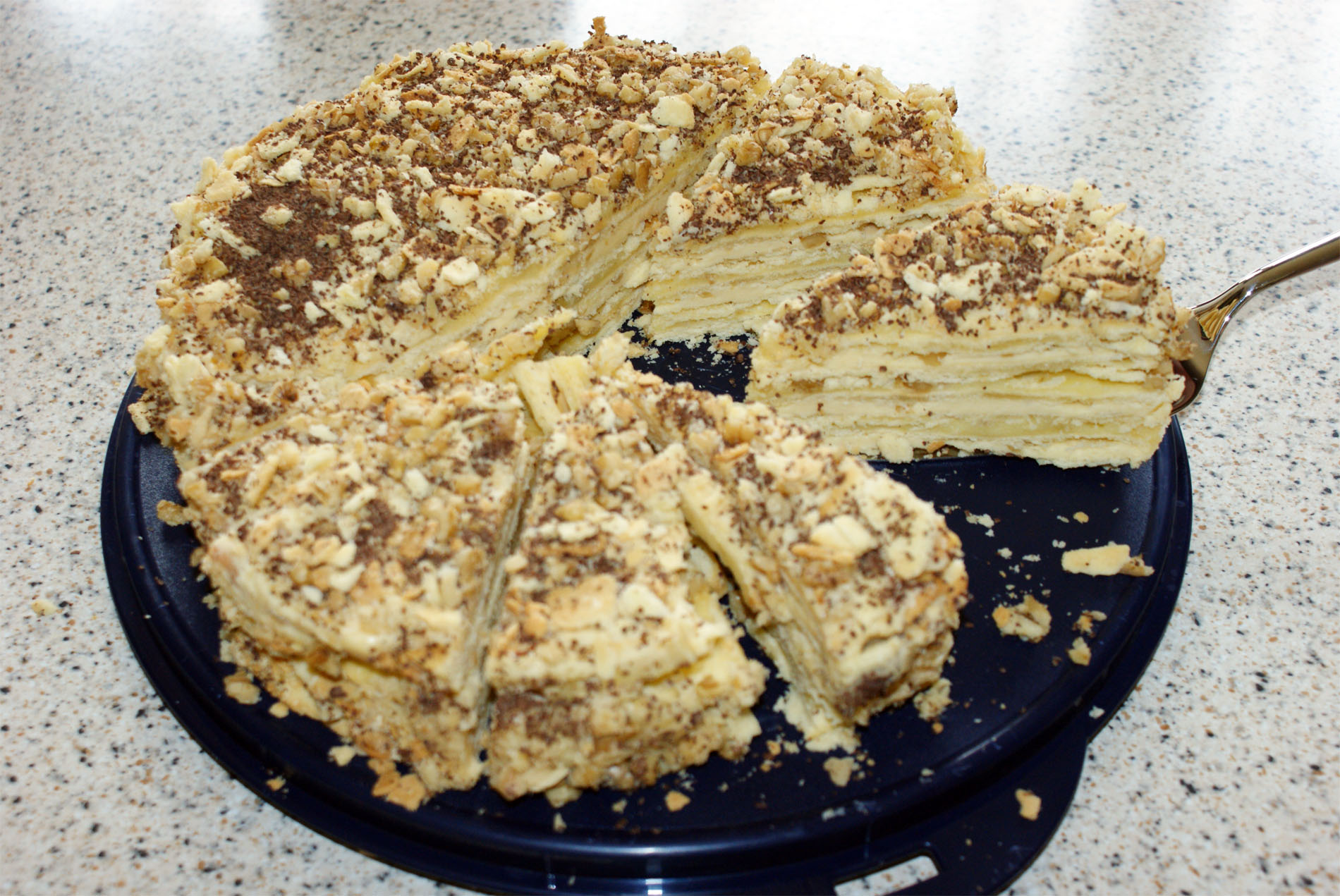
Napoleon

Der Napoleon ist ein Kuchen, der vor allem in Russland und den Ländern der ehemaligen Sowjetunion verbreitet ist. Er ist in Russland in fast jeder Konditorei und jedem Supermarkt erhältlich. Er ähnelt dem französischen Mille-feuille. In der Ukraine gilt er als Festtagstorte.
Ein traditioneller Napoleon besteht aus mehreren Schichten Blätterteig, die mit einer Buttercreme gefüllt werden. Die Oberseite wird anschließend mit Teigkrümeln dekoriert. Der Napoleon ist traditionell rechteckig – entsprechend geformte Blätterteigscheiben sind auch fertig im Handel erhältlich –, wird aber mit Rücksicht auf westliche Traditionen häufig auch rund serviert.
Woher der Name Napoleon stammt, ist nicht klar. Nach einer Geschichte soll der Kuchen in Russland erstmals 1912 auf einem Volksfest in Moskau anlässlich des 100-jährigen Jubiläums des Siegs über Napoleon gebacken worden sein und aus diesem Anlass den Namen erhalten haben. Der Kuchen soll demzufolge ursprünglich dreieckig gewesen sein, um durch seine Form an den Hut Napoleons zu erinnern. Außerdem sollten die traditionell zwölf Schichten des Backwerks die zwölf Schlachten gegen Napoleon im Jahr 1812 symbolisieren, die weiße Creme den Schnee des damaligen russischen Winters und der Blätterteig das Auseinanderfallen der Grande Armée. Nach einer anderen Geschichte stammt der Kuchen ursprünglich aus Neapel und wurde erst nachträglich volksetymologisch zu Napoleon umgedeutet.